# Анциферовская (Устьянский район)
Анциферовская — деревня в Устьянском районе Архангельской области. Входит в состав муниципального образования «Октябрьское».

## География
Деревня расположена в южной части Архангельской области, в таёжной зоне, в пределах северной части Русской равнины, в 11 километрах на северо-запад от посёлка Октябрьский, на правом берегу реки Устья, притока Ваги. Ближайшие населённые пункты: на востоке деревня Рыжковская.
Часовой пояс
Анциферовская, как и вся Архангельская область, находится в часовой зоне МСК (московское время). Смещение применяемого времени относительно UTC составляет +3:00.

## Население
| 2002 | 2010 | 2012 |
| ---- | ---- | ---- |
| 14   | ↘3   | →3   |

## История
Указана в «Списке населённых мест по сведениям 1859 года» в составе 2-го стана Вельского уезда Вологодской губернии под номером «2424» как «Анцыферовская (Диковская)». Насчитывала 13 дворов, 30 жителей мужского пола и 47 женского.
В материалах оценочно-статистического исследования земель Вельского уезда упомянуто, что в 1900 году в административном отношении деревня входила в состав Рыжковского сельского общества Леонтьевской волости. На момент переписи в селении Анцыферовское (Дикая) находилось 16 хозяйств, в которых проживало 50 жителей мужского пола и 50 женского.